# Montalbán (Venezuela)
Pour les articles homonymes, voir Montalbán (homonymie).
Montalbán est une ville de l'État de Carabobo au Venezuela, capitale de la paroisse civile de Montalbán et chef-lieu de la municipalité de Montalbán.